# SMS Thüringen
SMS Thüringen var ett dreadnought-slagskepp i tyska Kejserliga marinen. Hon var det fjärde och sista fartyget av fyra i Helgoland-klassen, som hon utgjorde tillsammans med SMS Helgoland, SMS Ostfriesland och SMS Oldenburg. Fartyget förde en huvudbestyckning av 12 stycken 30,5 cm kanoner i sex dubbeltorn, ett i fören, ett i aktern och två längs varje bredsida i ett hexagonal-arrangemang. Den sekundära bestyckningen bestod av 14 stycken 15 cm kanoner, monterade i kasematter i skrovet.
Thüringen byggdes på varvet AG Weser i Bremen och sjösattes den 27 november 1909, med leverans till marinen den 1 juli 1911. Tillsammans med sina systrar ingick Thüringen i den tyska högsjöflottans I. stridseskader. Under Första världskriget deltog fartyget i flera flottoperationer, däribland Skagerrakslaget i maj-juni 1916. Som ett resultat av vapenstilleståndet i november 1918, överläts Thüringen som krigsskadestånd till Frankrike, där hon under en kort period användes som målfartyg. 1923 strandade fartyget vid Gâvres på den franska Atlantkusten och skrotades på plats 1923-33.